# ازناو (ملایر)
ازناو (ملایر)،یکی ازمحله های شهرملایراست.

## جمعیت
جمعیت این منطقه براساس سرشماری مرکز آمار ایران در سال ۱۳۹۵، جمعیت آن ۵۴۱۱ نفر (۱۶۹۵خانوار) بوده‌است.
اقتصاد:
به علت نزدیکی محله ازناو به شهرستان ملایر شغل اکثر اهالی این منطقه بیشتر به صورت خدمات در شهرستان ملایر می باشد.
اما شغل دوم محله ازناو کشاورزی و دامداری می باشد.